# Project Funk da World
Project: Funk da World — дебютный студийный альбом американского рэпера Craig Mack, выпущенный 20 сентября 1994 года на лейбле Bad Boy Records.
Пластинка стала вторым релизом лейбла Bad Boy Records и была выпущена ровно через неделю после альбома The Notorious B.I.G. Ready to Die. Альбом был спродюсирован Craig Mack, Easy Mo Bee, Rashad Smith и Lenny «Ace» Marrow. Несмотря на высокие позиции в чартах и признание среди критиков во время его выпуска, альбом оказался в тени в связи с массовым успехом альбома Ready to Die. После него карьера Крейга Мака пошла на спад; в 1997 году он выпустил свой последний альбом Operation: Get Down, который не смог достичь коммерческого успеха.
Project: Funk da World достиг 21 места в чарте Billboard 200 и 6 места в чарте Top R&B/Hip Hop Albums в американском журнале Billboard. Благодаря успеху сингла  «Flava in Ya Ear» альбом был сертифицирован RIAA как «золотой» 22 февраля 1995 года.
Два сингла из альбома, «Flava in Ya Ear» и «Get Down», попали в чарты американского журнала Billboard, а также стали успешными в чарте UK Singles Chart в Великобритании. «Flava in Ya Ear» был сертифицирован как «платиновый» 22 ноября 1994 года, в то время как «Get Down» был сертифицирован как «золотой» 5 апреля 1995 года.
В 1995 году «Flava in Ya Ear» был номинирован на премию «Грэмми» за лучшее сольное рэп-исполнение на 37-й церемонии вручения премий «Грэмми», но проиграл песне Queen Latifah «U.N.I.T.Y.». «Flava in Ya Ear» выиграл в номинации «Сингл года» на церемонии The Source Hip-Hop Music Awards 3 августа 1995 года. Видеоклип на песню «Flava in Ya Ear» был номинирован в категории «Лучшее рэп-видео» на церемонии MTV Video Music Awards 1995, но проиграл видеоклипу на песню Dr. Dre «Keep Their Heads Ringin'».
«Flava in Ya Ear» также имеет успешный ремикс, который не входит в альбом, при участии The Notorious B.I.G., Busta Rhymes, Rampage и LL Cool J. Было снято два видеоклипа на песни «Flava in Ya Ear» и «Making Moves With Puff».

## Приём критиков
| Оценки критиков | Оценки критиков |
| Источник        | Оценка          |
| --------------- | --------------- |
| AllMusic        | [ 12 ]          |

Стив Хьюи из AllMusic дал альбому четыре звезды из пяти, указав на все плюсы и минусы альбома.

Project: Funk Da World не хватает хардкора как у другого прорывного исполнителя Bad Boy, The Notorious B.I.G., вместо этого он охотится за танцполом с лёгким намёком на отношение к улицам. Биты спокойные, в среднем темпе и звучат слегка фанки под влиянием джи-фанк звучания Dr. Dre, но вовсе не вторичны. Мак не самый искусный рэпер, который когда-либо жил, но он читает рэп на большинстве этих треков с низким, хриплым голосом и свободным, непринуждённым стилем, которому трудно противостоять. Когда он этого не делает, он слишком далеко отклоняется от бита или испытывает недостаток в разнообразии в своём флоу и удивляет в своих рифмах, чтобы поддержать интерес слушателя. Но он достаточно хорош в работе с ритмом, и иногда это всё, что вам нужно для отличной танцевальной записи. Формула становится повторяющейся в течение всего альбома, особенно на треках со слишком большим количеством припевов, но есть некоторые определённые высокие моменты, в частности, несомненные хиты «Flava in Ya Ear», «Get Down» и «Funk Wit Da Style». В песне «Real Raw» используется ловкий семпл из заглавной темы сериала Дни нашей жизни. В конце концов, Project: Funk Da World вовсе не плохая запись для вечеринок, хотя он менее привлекателен как самостоятельное слушание.

## Список композиций
| №                   | Название                                        | Продюсер(ы)                    | Длительность |
| ------------------- | ----------------------------------------------- | ------------------------------ | ------------ |
| 1.                  | «Project: Funk Da World»                        | Craig Mack                     | 4:22         |
| 2.                  | «Get Down»                                      | Easy Mo Bee                    | 4:27         |
| 3.                  | «Making Moves With Puff» (featuring Puff Daddy) | Rashad Smith                   | 4:25         |
| 4.                  | «That Y'all»                                    | Craig Mack, Lenny «Ace» Marrow | 5:07         |
| 5.                  | «Flava in Ya Ear»                               | Easy Mo Bee                    | 3:37         |
| 6.                  | «Funk Wit Da Style»                             | Craig Mack, Lenny «Ace» Marrow | 4:55         |
| 7.                  | «Judgement Day»                                 | Easy Mo Bee                    | 3:49         |
| 8.                  | «Real Raw»                                      | Craig Mack                     | 4:01         |
| 9.                  | «Mainline»                                      | Easy Mo Bee                    | 4:34         |
| 10.                 | «When God Comes»                                | Easy Mo Bee                    | 4:11         |
| 11.                 | «Welcome To 1994»                               | Craig Mack                     | 5:32         |
| Общая длительность: | Общая длительность:                             | Общая длительность:            | 49:04        |

### Семплы
Информация о семплах была взята из сайта WhoSampled.
| Project: Funk Da World - Hamilton Bohannon — «Save Their Souls» (1973) - Curtis Mayfield — «Gypsy Woman» (1971) Get Down - Thunder and Lightning — «Bumpin' Bus Stop» (1974) - Blood, Sweat & Tears — «I Can’t Quit Her» (1968) Making Moves With Puff - Stevie Wonder — «If It’s Magic» (1976) - A Tribe Called Quest — «Scenario (Remix)» (feat. Leaders of the New School and Kid Hood) (1992) That Y’all - Digital Underground — «The Humpty Dance» (1989) - EPMD — «You Gots To Chill» (1988) - Stetsasonic — «Go Stetsa I» (1986) Flava In Ya Ear - Clyde McPhatter — «The Mixed Up Cup» (1970) Funk Wit Da Style - The Emotions — «Blind Alley» (1972) - Mr. Magic — «No More Music by the Suckers» (1987) - Slick Rick — «Mona Lisa» (1988) | Judgement Day - Rufus Thomas — The Breakdown (Part II) (1971) Real Raw - Charles Albertine, Tommy Boyce and Bobby Hart — «Days of Our Lives Main Theme» (1965) - MC EZ & Troup — «Get Retarded» (1988) - Stezo — «It’s My Turn» (1989) - Commodores — The Assembly Line (1974) Mainline - Mandré — «Final Funk» (1979) When God Comes - The Phoenix Authority — «Come Together» (1968) Welcome To 1994 - Joe Tex — «Papa Was Too» (1966) - Salt-N-Pepa — «Show Stoppa» (1986) - EPMD — «You Gots To Chill» (1988) - Ike & Tina Turner — «Why Can’t We Be Happy» (1970) |

## Участники записи
Участники записи для альбома Project: Funk Da World взяты из AllMusic.
- Крейг Мак — композитор, продюсер
- Шон Комбс — исполнительный продюсер
- Изи Мо Би — продюсер
- Рашад Смит — продюсер
- Ленни «Эйс» Марроу — инженер, продюсер
- Боб Брокман — инженер
- Эль. Берджесс — композитор
- Крис Герингер — мастеринг
- Чарли Маротта — инженер
- Тони Мазерати — инженер
- Харв Пьер — A&R-менеджер
- Элвин Тони — исполнительный продюсер
- Майкл Лавин — фотография

## Чарты

### Еженедельные чарты
| Чарт (1994)                            | Высшая позиция |
| -------------------------------------- | -------------- |
| США (Billboard 200)                    | 21             |
| США (Billboard Top R&B/Hip-Hop Albums) | 6              |

### Итоговые годовые чарты (альбом)
| Чарт (1994)                | Позиция |
| -------------------------- | ------- |
| Top R&B Albums (Billboard) | 82      |

### Синглы
| Год  | Песня             | Позиции в чартах  | Позиции в чартах      | Позиции в чартах | Позиции в чартах |
| Год  | Песня             | Billboard Hot 100 | Hot R&B/Hip-Hop Songs | Hot Rap Songs    | UK Singles Chart |
| ---- | ----------------- | ----------------- | --------------------- | ---------------- | ---------------- |
| 1994 | «Flava in Ya Ear» | 9                 | 4                     | 1                | 57               |
| 1995 | «Get Down»        | 38                | 17                    | 2                | 54               |

### Итоговые годовые чарты (синглы)
| Год  | Песня             | Позиции в чартах            | Позиции в чартах            | Позиции в чартах            | Позиции в чартах                               |
| Год  | Песня             | Hot 100 Singles (Billboard) | Hot R&B Singles (Billboard) | Hot Rap Singles (Billboard) | Hot Dance Music/Maxi-Singles Sales (Billboard) |
| ---- | ----------------- | --------------------------- | --------------------------- | --------------------------- | ---------------------------------------------- |
| 1994 | «Flava in Ya Ear» | 81                          | 33                          | 3                           | 2                                              |

## Сертификация

### Альбом
| Регион                                                      | Сертификация | Продажи  |
| ----------------------------------------------------------- | ------------ | -------- |
| США (RIAA)                                                  | Золотой      | 500,000^ |
| ^ Данные о тиражах приведены только на основе сертификации. |              |          |

### Синглы
| Регион                                                       | Сертификация | Продажи    |
| ------------------------------------------------------------ | ------------ | ---------- |
| США (RIAA) · «Flava in Ya Ear»                               | Платиновый   | 1,000,000^ |
| США (RIAA) · «Get Down»                                      | Золотой      | 500,000^   |
| * Данные о продажах приведены только на основе сертификации. |              |            |

## Награды и номинации
| Награда                         | Год  | Номинированная работа | Категория                     | Результат |
| ------------------------------- | ---- | --------------------- | ----------------------------- | --------- |
| Grammy Awards                   | 1995 | «Flava in Ya Ear»     | Лучшее сольное рэп-исполнение | Номинация |
| The Source Hip-Hop Music Awards | 1995 | «Flava in Ya Ear»     | Сингл года                    | Победа    |
| MTV Video Music Awards          | 1995 | «Flava in Ya Ear»     | Лучшее рэп-видео              | Номинация |